# 10735 Seine
10735 Seine este un asteroid din centura principală, descoperit pe 15 februarie 1988, de Eric Elst.